# Fred W. Glover

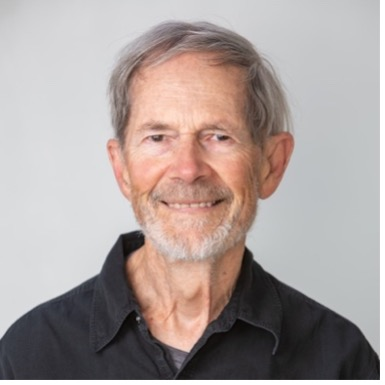
Fred W. Glover, 2023

Fred William Glover (* 8. Mai 1937 in Kansas City, Missouri) ist ein US-amerikanischer Mathematiker, der sich mit Mathematischer Optimierung und Künstlicher Intelligenz (KI) befasst.
Glover studierte an der University of Missouri in Kansas City mit dem Bachelor-Abschluss 1960 und wurde 1965 bei Gerald Luther Thompson an der Carnegie Mellon University promoviert (New methods for integer programming). Danach war er Miller Fellow an der University of California, Berkeley und dort 19665/66 Assistant Professor und 1966 bis 1969 Associate Professor an der University of Texas at Austin. 1969/70 war er Professor an der University of Minnesota und ab 1970 an der University of Colorado in Boulder. 2005 wurde er Distinguished Professor. Ab 1992 war er leitender Wissenschaftler (Chief Technology Officer) der Software-Firma OptTek Systems.
Er entwickelte Optimierungsverfahren für Netzwerke und heuristische Suchmethoden, die Optimierung (Mathematical Programming) und KI verbinden, einschließlich der Entwicklung von Software und Anwendung in Industrie und staatlicher Verwaltung. In der kombinatorischen Optimierung entwickelte er den Tabu-Suchalgorithmus. Er führte den Begriff Metaheuristik ein.
1998 erhielt er den John-von-Neumann-Theorie-Preis und 2010 den INFORMS Impact Prize. Er ist Fellow der National Academy of Engineering (2002), des IEEE und der American Association for the Advancement of Science.

## Schriften
- mit Manuel Laguna: Tabu Search, Kluwer 1997
- Tabu Search, Teil 1,2, ORSA Journal on Computing, Band 1, 1989, 190–206, Band 2, 1990, 4–32
- mit G. A. Kochenberger: Handbook of metaheuristics, Springer Verlag 2003
- Heuristics for Integer programming Using Surrogate Constraints, Decision Sciences, Band 8, 1977, S. 156–166.
- Future Paths for Integer Programming and Links to Artificial Intelligence, Computers and Operations Research, Band 13, 1986, S. 533–549